# Scaphiodontophis
Scaphiodontophis — рід змій родини полозових (Colubridae). Представники цього роду мешкають в Мексиці, Центральній Америці і Колумбії.

## Види
Рід Scaphiodontophis нараховує 2 види:
- Scaphiodontophis annulatus (A.M.C. Duméril, Bibron & A.H.A. Duméril, 1854)
- Scaphiodontophis venustissimus (Günther, 1893)

## Етимологія
Наукова назва роду Scaphiodontophis походить від сполучення слів дав.-гр. σκαφιον — лопатка, οδους — зуб і οφις — змія.